# Robert Hadfield
Sir Robert Abbott Hadfield (Sheffield, Reino Unido de Gran Bretaña e Irlanda, 28 de noviembre de 1858 - Surrey, Reino Unido, 30 de septiembre de 1940) fue un metalúrgico británico, conocido por su descubrimiento en 1882 del acero al manganeso, una de las primeras aleaciones de acero. También inventó el acero al silicio, inicialmente por sus propiedades mecánicas (patentado en 1886), por las que el material ha sido ampliamente utilizado en muelles y cuchillas, si bien también se ha vuelto importante por sus aplicaciones eléctricas debido a su comportamiento magnético.

## Vida
Hadfield nació el 28 de noviembre de 1858 en Sheffield, Inglaterra. Su padre, también llamado Robert Hadfield, era el propietario de la Hadfield's Steel Foundry en Sheffield, y fue uno de los primeros dueños de fundiciones de acero. El joven Hadfield pasó a dirigir el negocio en 1888 y lo convirtió en una de las mayores fundiciones del mundo. Entre 1898 y 1939 vivió en Parkhead House, en Whirlow, Sheffield. Publicó más de 200 artículos sobre su investigación metalúrgica. Falleció el 30 de septiembre de 1940 en Surrey.

## Reconocimientos

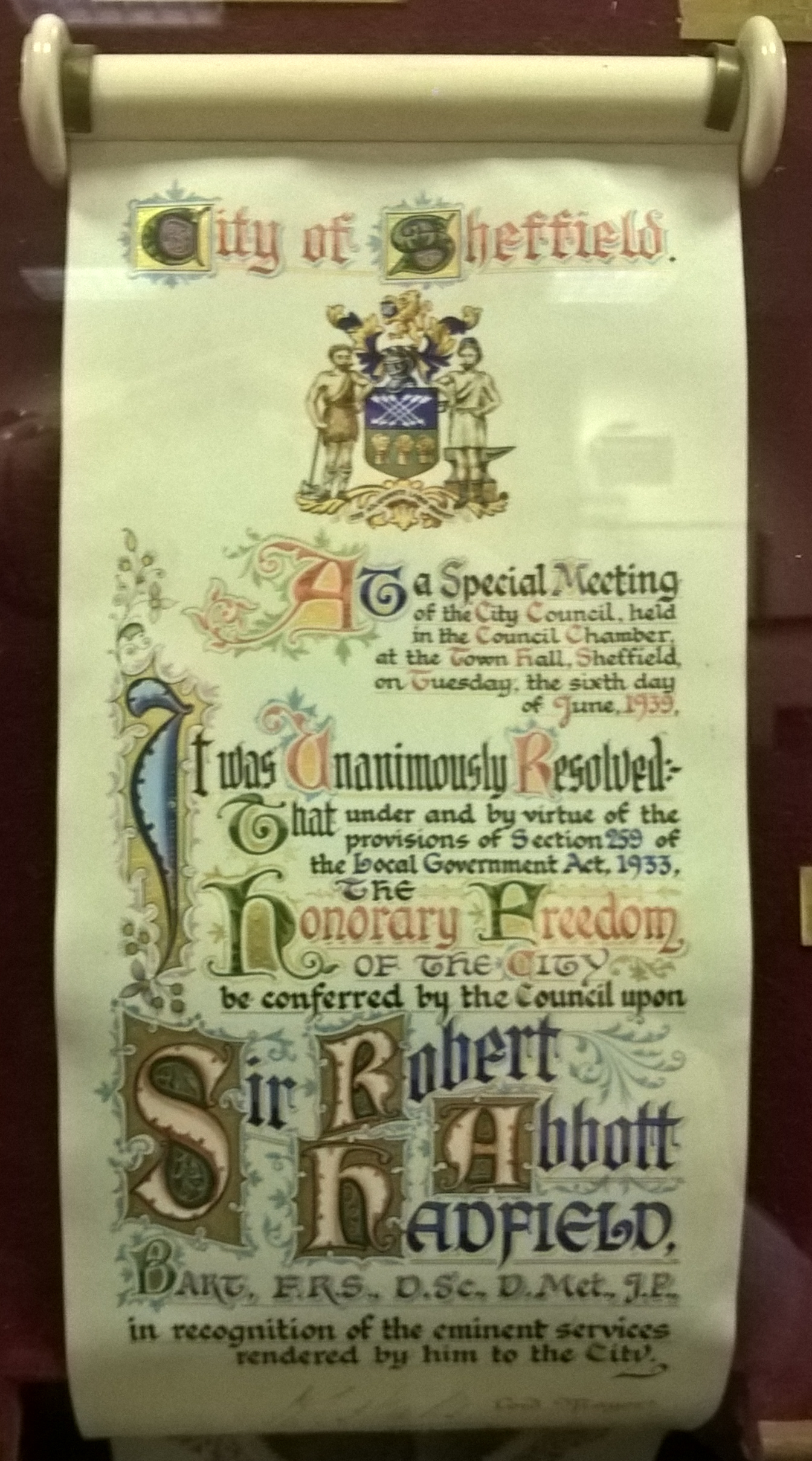
Llaves de la Ciudad de Sheffield.

En 1899, Hadfield fue nombrado Master Cutler por la Company of Cutlers in Hallamshire.  Fue nombrado caballero en 1908 y baronet de Sheffield en 1917. Fue elegido miembro de la Royal Society en 1909, miembro de la Real Academia de las Ciencias de Suecia en 1912 y miembro honorario de la Academia de Ciencias de la Unión Soviética en 1933. En 1939 recibió las llaves de la ciudad de Sheffield.
Recibió la Medalla Telford del Instituto de Ingenieros Civiles en 1888, la Medalla John Scott del Instituto Franklin en 1891 y la Medalla de Oro Bessemer en 1904. En 1921, obtuvo la Medalla John Fritz, y en 1935, la Medalla Albert de la Royal Society, ambas por sus contribuciones a la metalurgia.
El Edificio Sir Robert Hadfield de la Universidad de Sheffield lleva su nombre, y alberga el Departamento de Ciencia de Materiales e Ingeniería. También lleva su nombre un ala del Northern General Hospital.